# Kivelujärvi
Kivelujärvi är en sjö i Gällivare kommun i Lappland och ingår i Råneälvens huvudavrinningsområde. Kivelujärvi ligger i Granlandet Natura 2000-område.